# 町内循環バスさわやか (大泉町)
町内循環バスさわやか（ちょうえいバスおおぞら）は、群馬県邑楽郡大泉町がかつて運行していたコミュニティバスである。矢島タクシーに運行委託していた。
2005年（平成17年）運行開始。利用者数が伸び悩み、2014年（平成26年）3月31日をもって廃止された。後継の交通機関として同年4月よりデマンドバス「ほほえみ」が運行されている。

## 運賃・乗車券類
- 大人200円均一、60歳以上・高校生以下100円均一[1]。
- 専用定期券[1]、回数券[1]が販売されていた。

## 路線
以下は廃止直前の情報である。

### 西ルート
- 西小泉駅前バスターミナル - 西児童館北 - ふれあいセンター寄木戸 - 丘山町公民館前 - 古海東公民館 - 大泉町役場前 - 西小泉駅前バスターミナル[5]

→方向が左回り、←方向が右回り。

### 東ルート
- 西小泉駅前バスターミナル - 小泉町駅西 - 東小泉駅 - 文化むら西 - 仙石公民館前 - 大泉町役場前 - 西小泉駅前バスターミナル[5]

→方向が右回り、←方向が左回り。